# Lauren Holiday
Lauren Nicole Holiday, flicknamn: Cheney, född 30 september 1987 i Indianapolis, Indiana, är en amerikansk fotbollsspelare. Vid fotbollsturneringen under OS 2008 i Peking deltog hon i det amerikanska lag som tog guld.
Sedan 2013 är hon gift med Jrue Holiday och därmed är hon också svägerska till Aaron Holiday och Justin Holiday.